# Giovanni Verrando
Giovanni Verrando, né en 1965 à San Remo, est un compositeur italien contemporain. Il fut, entre autres, élève de Franco Donatoni, Giacomo Manzoni, Niccolò Castiglioni et de Tristan Murail.
Dans les années 1990, Il fut lauréat d'un grand nombre de concours internationaux : Ircam/Ensemble intercontemporain Comité de lecture, Gaudeamus Music Week d'Amsterdam, Festival international d'art lyrique d'Aix-en-Provence, etc.
Il fait par ailleurs partie du conseil d'administration de l'Association italienne de musique contemporaine Repertorio Zero. 

## Biographie
Il a été l'élève de Franco Donatoni, Giacomo Manzoni, Niccolò Castiglioni et Tristan Murail.
Ses œuvres ont été interprétées par des ensembles internationaux tels que le Quatuor Arditti, le Quatuor de Turin, l'Ensemble InterContemporain, les Percussions de Strasbourg et l'Orchestre symphonique national de la RAI, qui a enregistré un disque monographique de ses œuvres en 2007.
Il est l'un des fondateurs de Repertorio Zero, une association à but non lucratif destinée à la diffusion de la musique contemporaine, qui a remporté le Lion d'argent à la Biennale de Venise en 2011.
Il enseigne la composition à la Civica Scuola di Musica de Milan.

## Œuvres principales
Les œuvres de Giovanni Verrando ont été interprétées par des ensembles de renommée internationale, tels que le Quatuor Arditti, l'Ensemble intercontemporain, les Percussions de Strasbourg et l'Orchestre symphonique national de la RAI. Giovanni Verrando est par ailleurs l'un des membres fondateurs de l'ensemble Repertorio Zero, organisation vouée à la diffusion de la musique contemporaine, et plus particulièrement à la diffusion d'œuvres interprétées sur instruments électriques.

### Œuvres lyriques
- Alex Brücke Langer (2002-03)

Un portrait composé pour orchestre de chambre et 4 chanteurs.
Livret de Vito Calabretta

### Œuvres orchestrales
- Polyptych (2007)
- Triptych (2005-06)
- Agile (2004)
- Sottile (1996-97)

### Œuvres pour ensembles
- Heterophonic #4 (2006)
- Harmonic domains #2 (2005)
- Memorial art show (2005)
- Agile (2002-03)
- Il ruvido dettaglio celebrato da aby warburg (2002-2006)
- Evanescente orchestra meccanica ii (1999, rev.2006)
- 4 invenzioni sull'«offerta musicale» (1995)
- Accanto alla quiete (1993)

### Musique de chambre
- Quartetto n° 3 (2003)
- Second born unicorn, remind me what we’re fighting for (2002)
- First born unicorn, remind me what we’re fighting for (2001)
- Quartetto n° 2 (1998-99)
- 3 opere misurate (1994-95)
- Movimento discreto (1994)
- Prima consecutio (1992-93)
- Esprit de l'esprit ii (1992)
- Animismus (1992)
- Come minime conversazioni (1989)

### Musique vocale
- Discanto (2000)

## Discographie
- Orchestral Works. Compositions de Giovanni Verrando. Orchestra Sinfonica Nazionale della RAI sous la direction de Pierre-André Valade, Stradivarius, CD, 2008.